# Ketura
Ketura (hebräisch קְטוּרָה; altgriechisch Χεττούρα; lateinisch Cetthurae) ist ein Frauenname mit der Bedeutung „Weihrauch“.
Ketura war nach der biblischen Erzählung in der Genesis im Alten Testament die zweite Frau Abrahams (Gen 25,1 ).
Nach ihr wurde der Kibbuz Ketura in der südlichen Arava benannt.
Mit ihr hatte Abraham noch sechs weitere Söhne: Simran, Jokschan, Medan, Midian, Jischbak und Schuach. Er schickte sie fort, damit sie Isaak sein Erbe nicht streitig machen konnten. Sie wurden die Stammväter von sechs arabischen Stämmen, die sich im Osten und Süden Israels ansiedelten.
Jokschans Söhne sind Saba und Dedan, und die Söhne Midians sind Efa[a] und Afer, Henoch, Abida und Aldaa.
Laut Midrasch ist Ketura mit Hagar identisch.